# Světlotisk

Série Muybridgových pohybových vysokorychlostních fotografií, cyklus světlotisků Animal Locomotion, 1887

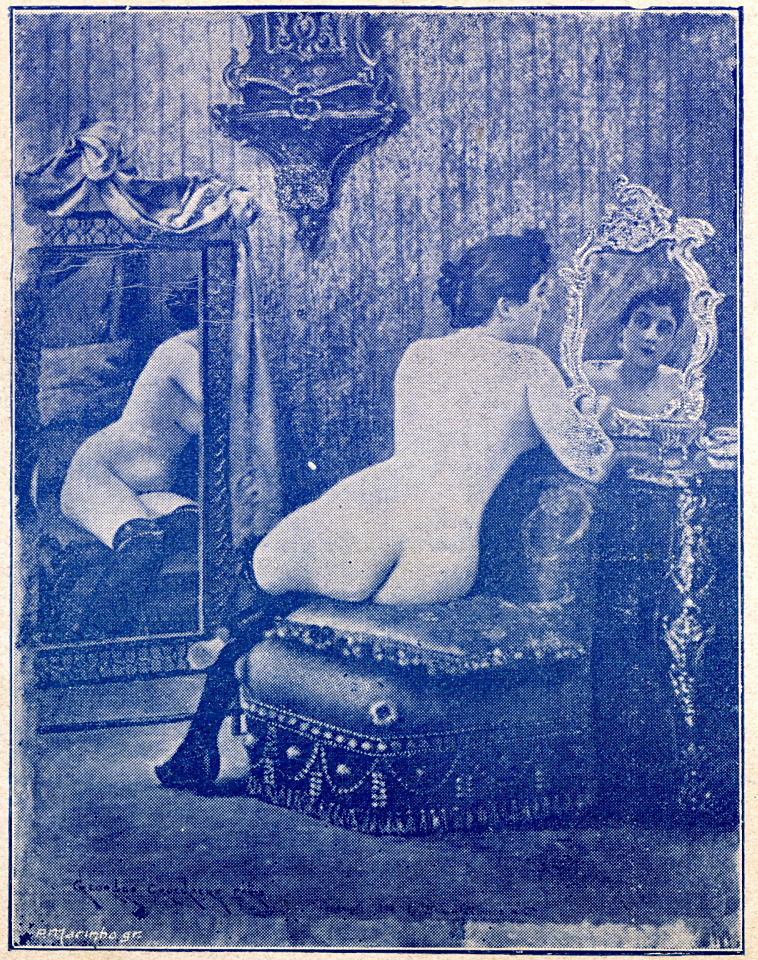
Akt ženy metodou světlotisku

Světlotisk je druh tiskové techniky, pracuje na principu tisku z plochy. Tato technika je založena na hydrofilitě a hydrofobitě světlem utvrzelé a neutvrzelé želatiny. Vynalezl ji roku 1868 Jakub Husník.

## Historie

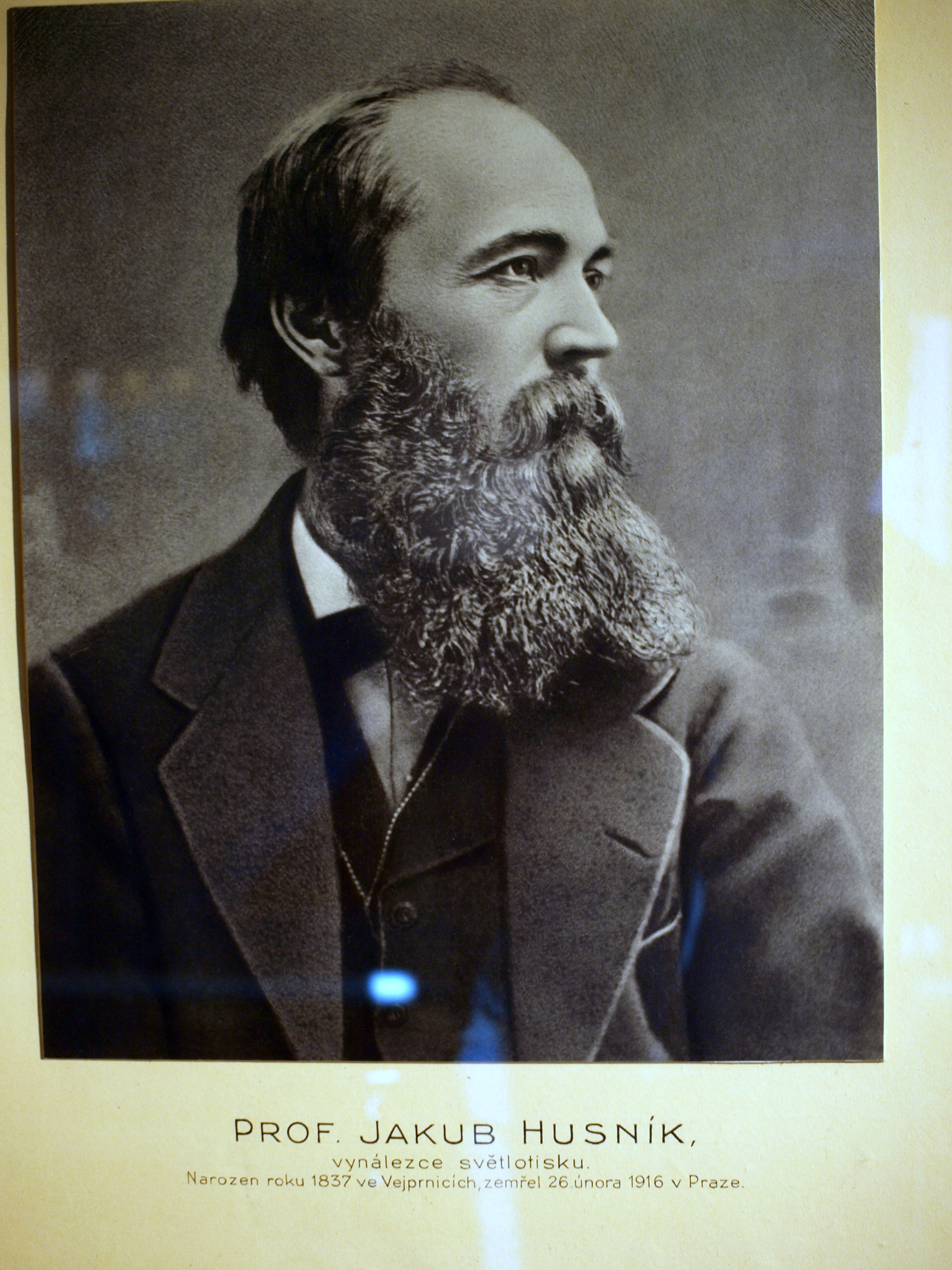
Profesor Jakub Husník

Poprvé ho použil Jakub Husník za použití silného rovného skla, na něž nanesl chromovou světlocitlivou želatinu, do které po vysušení za pomocí vody vykopíroval fotografický tónový negativ. Světlem utvrzená místa dobře přijímají barvu na rozdíl od navlhčených míst, která barvu odpuzují.
Výsledná fotografie má velmi jemné zrno rastru. Takto zhotovená tisková forma je náročná na skladování.
Její výdržnost je cca 1000 výtisků.
Tímto druhem tiskové techniky dnes tiskne již jen několik málo umělecky zaměřených tiskáren na světě, například italská společnost Fratelli Alinari.